# Kelze
Kelze ist eine ehemals selbständige Gemeinde im nordhessischen Landkreis Kassel. Seit der hessischen Gebietsreform Anfang der 1970er Jahre ist Kelze ein Stadtteil von Hofgeismar. Der als Hugenottendorf gegründete Ort ist in der Region für seinen Aschermittwochskarneval bekannt.

## Geschichte

### Mittelalter
Kelze war ein bereits im 9. Jahrhundert ein besiedelter Ort, der zu Teilen im Besitz des Klosters Corvey war. Er wurde seit dem 12. Jahrhundert meist in Oberkelze und Niederkelze unterschieden. Niederkelze befand sich unmittelbar nördlich des obersten Kelzer Teiches, Oberkelze dort, wo um 1700 der Ort Kelze wieder neu besiedelt wurde.
1146 bestätigte der Mainzer Erzbischof Heinrich I. eine Schenkung seines Vorgängers Adalbert I. über zwei Hufen Land in Oberkelze und eine in Niederkelze an die Nonnen des Klosters Lippoldsberg. Dem Kloster gelang es in der Folgezeit, seinen dortigen Besitz zu vermehren, der um 1380 sieben Hufen betrug. 1244 befreite der Mainzer Erzbischof Siegfried die in seiner Diözese liegenden und von der Mainzer Kirche abhängigen Besitzungen und Güter (possessiones et bona) des Klosters Hardehausen, u. a. in Kelze, von allen Diensten und Abgaben. Nach den klösterlichen Einkünfteverzeichnissen von 1370 und 1376 besaß Hardehausen fünf Hufen und zwei Hofstätten in Kelze bzw. Oberkelze, die verpachtet waren.
Kelze fiel im 14. Jahrhundert wüst. 1536 verpfändeten die Lippoldsberger Nonnen ihre Einkünfte aus Niederkelze an den Bürgermeister von Hofgeismar. Mit der Auflösung des Klosters im Zuge der Reformation fielen die geistlichen Güter an die Landgrafschaft Hessen. 1543 berichteten die von Kanstein, die Wolff von Gudenberg, die von Pappenheim u. a., dass sie Güter in der Feldmark Niederkelze von verschiedenen Herren zu Lehen erhalten und vermeiert hatten. Im Jahre 1583 wurden Nieder- und Oberkelze mit anderen Orten als „Wüstung zum Schonberg“ gehörig bezeichnet.

### Ansiedlung von Hugenotten und Waldensern

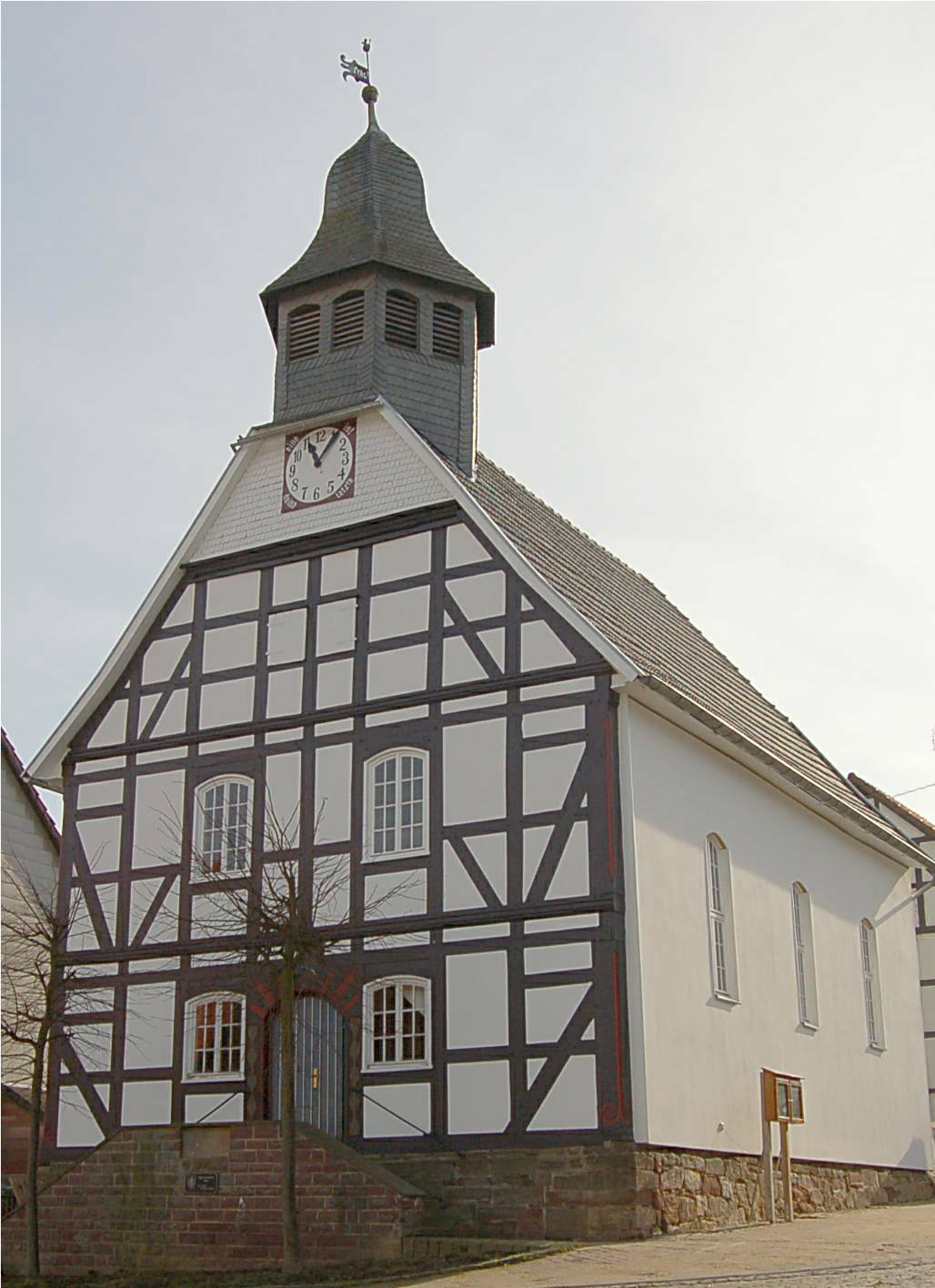
Evangelische Kirche

Landgraf Carl von Hessen-Kassel ließ gegen Ende des 17. Jahrhunderts unter anderem in der Umgebung der Stadt Hofgeismar französische Glaubensflüchtlinge, sogenannte (Hugenotten), ansiedeln, die nach dem Edikt von Fontainebleau und der Aufhebung der Religionsfreiheit in Frankreich im Jahre 1685 ihre Heimat verloren hatten. Ebenso fanden dort Hugenotten und Waldenser, letztere mehrheitlich aus Orpierre stammend, eine neue Heimat, die 1698 auf Befehl Ludwigs XIV. aus Frankreich vertrieben worden waren. Das heutige Dorf Kelze entstand im Anschluss an diese zweite Ausweisung von Glaubensflüchtlingen aus Frankreich ab dem Jahre 1699 an der Stelle des wüst gefallenen Dorfes Oberkelze.
Die evangelische Kirche des in Kreuzform angelegten Ortes Kelze wurde in Fachwerk errichtet und im Jahre 1709 eingeweiht.

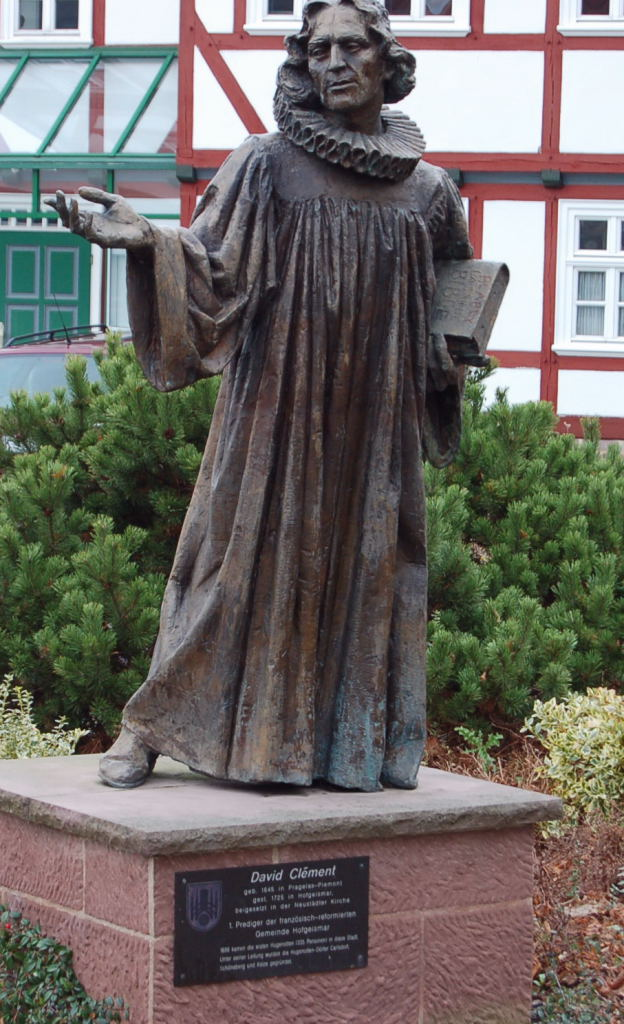
David Clément

Die seelsorgerische Betreuung der Gemeinde erfolgte in den Anfangsjahren durch Pfarrer David Clément bis zu dessen Tod am 29. Januar 1725. Clément war bereits seit 1686 Pfarrer der französisch-reformierten Gemeinde an der Neustädter Kirche in Hofgeismar. An sein Wirken erinnern eine Gedenktafel an der Neustädter Kirche sowie eine unweit der Kirche errichtete Statue. Seine Eintragungen im Kirchenbuch der Gemeinde in den Jahren 1686 bis 1725 geben Auskunft über die Amtshandlungen in der französisch-reformierten Gemeinde in Hofgeismar, später aber auch in Carlsdorf, Kelze und Schöneberg.
Bei der Volkszählung im Jahre 1779 wurden in Kelze 131 Personen in 36 Haushalten erfasst, davon noch 22 rein französische Haushalte und weitere acht Haushalte, in denen ein Ehepartner französischer Abstammung war. Durch die damals hohe Kindersterblichkeit hatte sich die Zahl der Einwohner seit der Neugründung des Ortes kaum verändert. Die Dorfbevölkerung war 1779 in der Landwirtschaft tätig; bei einigen Bewohnern wurden Nebenberufe erfasst, darunter zwei Strumpfwirker, ein Schuhmacher und ein Weber.
Der Karneval am Aschermittwoch und das Mayence-Fest am ersten Maisonntag erinnern bis heute an die Volksbräuche der ursprünglich französischen Bewohner, die ab 1699 in Kelze eine neue Heimat gefunden hatten.

### Zeit des Nationalsozialismus
Bereits zur Reichstagswahl 1920 wählten die Kelzer Bürger konservative und extrem rechtsgerichtete Parteien. Bei der Reichstagswahl vom 7. Dezember 1924 erreichte eine nationalsozialistische Gruppierung 16,8 % der Wählerstimmen. Bei den Reichstagswahlen 1930 erzielte die NSDAP in Kelze 45,6 % der Stimmen und wurde damit stärkste Partei. Die NSDAP löste damit im Ort die DNVP als dominierende Kraft ab, die bei den Reichstagswahlen 1920–1928 noch Ergebnisse von 60,2 % bis 83,3 % erreicht hatte. Bei den Reichstagswahlen 1932 steigerte die NSDAP ihr Ergebnis auf 93,2 % (1932, I), 82,7 % (1932, II). Bei der Stichwahl zum Reichspräsidenten 1932, bei der Hindenburg siegte, erreichte Adolf Hitler in Kelze 94,0 % der Stimmen (Landkreis Hofgeismar 51,1 %, Deutschland 36,7 %). Bei dem vom republikfeindlichen Stahlhelm initiierten Volksentscheid am 9. August 1931 stimmten 87,1 % von 148 Wahlberechtigten für die Auflösung des preußischen Landtages. Bereits im Jahre 1931 wurde aus Kelze von antidemokratischen und republikfeindlichen Gewalttaten gegen republiktreue Einwohner berichtet. Als den Nationalsozialismus besonders unterstützend wurde in dieser Zeit die Kelzer Gastwirtsfamilie und Inhaber eines Geschäfts Jean Bonnet geschildert. Für die Zeit der Weimarer Republik und des Nationalsozialismus wird Kelze allgemein als eine Hochburg des Nationalsozialismus eingeschätzt.

### Hessische Gebietsreform (1970–1977)
Zum 1. Februar 1971 wurde die bis dahin selbständige Gemeinde Kelze im Zuge der Gebietsreform in Hessen auf freiwilliger Basis in die Stadt Hofgeismar eingemeindet. Für Kelze, wie für alle durch die Gebietsreform nach Hofgeismar eingegliederten Gemeinden, wurde ein Ortsbezirk eingerichtet.

### Verwaltungsgeschichte im Überblick
Die folgende Liste zeigt die Staaten und Verwaltungseinheiten, denen Kelze angehört(e):
- ab 1699: Heiliges Römisches Reich, Landgrafschaft Hessen-Kassel, Amt Hofgeismar
- ab 1806: Landgrafschaft Hessen-Kassel, Amt Hofgeismar
- 1807–1813: Königreich Westphalen, Departement  der Fulda, Distrikt Kassel, Kanton Hofgeismar
- ab 1815: Kurfürstentum Hessen, Amt Hofgeismar[14]
- ab 1821: Kurfürstentum Hessen, Provinz Niederhessen, Kreis Hofgeismar[15][Anm. 1]
- ab 1848: Kurfürstentum Hessen, Bezirk Kassel
- ab 1851: Kurfürstentum Hessen, Provinz Niederhessen, Kreis Hofgeismar
- ab 1867: Königreich Preußen, Provinz Hessen-Nassau, Regierungsbezirk Kassel, Kreis Hofgeismar
- ab 1871: Deutsches Reich, Königreich Preußen, Provinz Hessen-Nassau, Regierungsbezirk Kassel, Kreis Hofgeismar
- ab 1918: Deutsches Reich, Freistaat Preußen, Provinz Hessen-Nassau, Regierungsbezirk Kassel, Kreis Hofgeismar
- ab 1944: Deutsches Reich, Freistaat Preußen, Provinz Kurhessen, Landkreis Hofgeismar
- ab 1945: Deutsches Reich, Amerikanische Besatzungszone, Groß-Hessen, Regierungsbezirk Kassel, Landkreis Hofgeismar
- ab 1946: Deutsches Reich, Amerikanische Besatzungszone, Hessen, Regierungsbezirk Kassel, Landkreis Hofgeismar
- ab 1949: Bundesrepublik Deutschland, Hessen, Regierungsbezirk Kassel, Landkreis Hofgeismar
- ab 1971: Bundesrepublik Deutschland, Hessen, Regierungsbezirk Kassel, Landkreis Hofgeismar, Stadt Hofgeismar
- ab 1972: Bundesrepublik Deutschland, Hessen, Regierungsbezirk Kassel, Landkreis Kassel, Stadt Hofgeismar

## Bevölkerung

### Einwohnerstruktur 2011
Nach den Erhebungen des Zensus 2011 lebten am Stichtag dem 9. Mai 2011 in Kelze 258 Einwohner. Darunter waren 12 (4,7 %) Ausländer.
Nach dem Lebensalter waren 42 Einwohner unter 18 Jahren, 117 zwischen 18 und 49, 57 zwischen 50 und 42 und 36 Einwohner waren älter. Die Einwohner lebten in 108 Haushalten. Davon waren 30 Singlehaushalte, 27 Paare ohne Kinder und 30 Paare mit Kindern, sowie 15 Alleinerziehende und 6 Wohngemeinschaften. In 15 Haushalten lebten ausschließlich Senioren und in 75 Haushaltungen lebten keine Senioren.

### Einwohnerentwicklung
| Kelze: Einwohnerzahlen von 1834 bis 2020 | Kelze: Einwohnerzahlen von 1834 bis 2020 | Kelze: Einwohnerzahlen von 1834 bis 2020 | Kelze: Einwohnerzahlen von 1834 bis 2020 | Kelze: Einwohnerzahlen von 1834 bis 2020 |
| --- | ---------------------------------------- | ---------------------------------------- | ---------------------------------------- | ---------------------------------------- |
| Jahr |                                          |                                          |                                          | Einwohner                                |
| 1834 | 1834                                     |                                          | 231                                      | 231                                      |
| 1840 | 1840                                     |                                          | 257                                      | 257                                      |
| 1846 | 1846                                     |                                          | 237                                      | 237                                      |
| 1852 | 1852                                     |                                          | 239                                      | 239                                      |
| 1858 | 1858                                     |                                          | 236                                      | 236                                      |
| 1864 | 1864                                     |                                          | 240                                      | 240                                      |
| 1871 | 1871                                     |                                          | 242                                      | 242                                      |
| 1875 | 1875                                     |                                          | 245                                      | 245                                      |
| 1885 | 1885                                     |                                          | 252                                      | 252                                      |
| 1895 | 1895                                     |                                          | 237                                      | 237                                      |
| 1905 | 1905                                     |                                          | 226                                      | 226                                      |
| 1910 | 1910                                     |                                          | 219                                      | 219                                      |
| 1925 | 1925                                     |                                          | 221                                      | 221                                      |
| 1939 | 1939                                     |                                          | 240                                      | 240                                      |
| 1946 | 1946                                     |                                          | 434                                      | 434                                      |
| 1950 | 1950                                     |                                          | 421                                      | 421                                      |
| 1956 | 1956                                     |                                          | 329                                      | 329                                      |
| 1961 | 1961                                     |                                          | 302                                      | 302                                      |
| 1967 | 1967                                     |                                          | 290                                      | 290                                      |
| 1970 | 1970                                     |                                          | 266                                      | 266                                      |
| 1980 | 1980                                     |                                          | ?                                        | ?                                        |
| 1990 | 1990                                     |                                          | 272                                      | 272                                      |
| 2000 | 2000                                     |                                          | 304                                      | 304                                      |
| 2005 | 2005                                     |                                          | 302                                      | 302                                      |
| 2010 | 2010                                     |                                          | 288                                      | 288                                      |
| 2011 | 2011                                     |                                          | 258                                      | 258                                      |
| 2015 | 2015                                     |                                          | 262                                      | 262                                      |
| 2020 | 2020                                     |                                          | 272                                      | 272                                      |
| Datenquelle: Historisches Gemeindeverzeichnis für Hessen: Die Bevölkerung der Gemeinden 1834 bis 1967. Wiesbaden: Hessisches Statistisches Landesamt, 1968. Weitere Quellen: bis 1970:; nach 1970: Stadt Hofgeismar; Zensus 2011 |                                          |                                          |                                          |                                          |

### Historische Religionszugehörigkeit
| • 1885: | 252 evangelische (= 100 %) Einwohner                               |
| • 1961: | 251 evangelische (= 83,11 %), 34 katholische (= 11,26 %) Einwohner |

## Politik
Ortsbeirat
Für den Stadtteil Kelze besteht ein Ortsbezirk mit Ortsbeirat und Ortsvorsteher nach der Hessischen Gemeindeordnung. Er umfasst das Gebiet der ehemaligen Gemeinde Kelze.
Der Ortsbeirat besteht aus fünf Mitgliedern. Bei den Kommunalwahlen in Hessen 2021 betrug die Wahlbeteiligung zum Ortsbeirat 63,51 %. Alle Kandidaten gehörten der „Wählergemeinschaft Kelze“ an. Der Ortsbeirat wählte Franziska Köbeler zur Ortsvorsteherin.
Partnerschaft
- Seit 1984 besteht eine Partnerschaft mit der französischen Gemeinde Maringues.

## Kulturdenkmäler
Zu den unter Denkmalschutz stehenden Kulturdenkmälern des Ortes steht die Gesamtanlage Kelze. Weiteres siehe: Liste der Kulturdenkmäler in Kelze.

## Ehrenbürger
- 1895 Otto von Bismarck (1815–1898), Reichskanzler